# Théâtre gallo-romain de Saint-André-sur-Cailly
 (juin 2025).
Le théâtre gallo-romain de Saint-André-sur-Cailly est un théâtre de l'époque romaine daté du IIe siècle, situé sur la commune de Saint-André-sur-Cailly, limitrophe de Cailly, dans le département français de la Seine-Maritime, en région Normandie.
Identifié dans le premier quart du XIXe siècle, l'édifice fit l'objet d'un début de fouilles en 1870 par l'abbé Jean-Benoît Cochet. L'édifice, aux dimensions imposantes (79 mètres par 46), reste toutefois largement inexploré à ce jour. L'élévation circulaire du théâtre est nettement visible depuis la rue Bout-Levet.

## Histoire

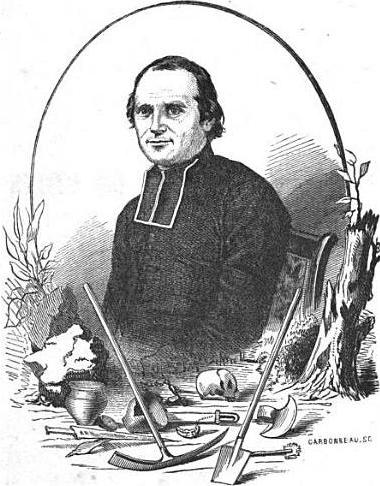
L'abbé Cochet, gravure.

Plan plus large du théâtre et de sa situation par rapport à la rue Bout-Levet.

Le site fut identifié comme un théâtre antique dès 1817 et il fut visité dès 1864 par l'abbé Jean-Benoît Cochet. Celui-ci décida d'y entreprendre des fouilles en 1870 avec l'accord du fermier à qui appartenait alors le terrain. Après avoir réuni les fonds nécessaires, il dégagea quelques maçonneries de la praecinctio, le mur de pourtour de la cavea.
Un désaccord avec le propriétaire du terrain mit cependant rapidement fin aux fouilles et les maçonneries mises au jour durent être remblayées par l'abbé Cochet. Le théâtre, dont la silhouette se devine aujourd'hui aisément depuis la rue du Bout-Levet, n'a plus fait l'objet depuis de fouilles archéologiques.

## Description
Selon l'abbé Cochet, la praecinctio mesure 150 mètres de longueur et 1,50 mètre de largeur, ce qui en fait une maçonnerie remarquable pour un édifice de ce type. La maçonnerie est faite de silex et de tuf, comme c'est le cas pour le théâtre antique de Lillebonne ou encore celui de Lutèce. La scène s'ouvre entre deux podiums séparés par 79 mètres aux extrémités, le cuneus (espace des gradins) étant alimenté par un vomitoire.

## Analyse
Les dimensions impressionnantes du théâtre suggèrent à l'emplacement des communes actuelles de Cailly et Saint-André-sur-Cailly la présence d'une petite cité antique, ce que viennent accréditer les restes de fana et de divers bâtiments alentour, ainsi que les grandes quantités de monnaies d'époque impériales (Néron, Claude, quelques monnaies de Tibère même). La datation proposée est donc le Ier siècle apr. J.-C.